# 片桐竜次
片桐 竜次（かたぎり りゅうじ、1947年8月14日 - ）は、日本の俳優。
山口県下関市彦島弟子待町出身。東映マネージメント（旧 東映俳優センター）を経て2022年よりカメリア（個人事務所）所属。身長174cm、体重70kg。血液型はO型。

## 来歴・人物
子どもの頃五才ごろまで江戸時代生れの曽祖母と一緒に住んでいたという。父は大洋漁業で船の設計の仕事をしていたが、片桐が生まれて9日後に労咳（結核）で亡くなり、母が再婚して家を出たため、片桐は家に残ったその曽祖母と祖母に育てられた。子どもの頃から関門海峡に浮かぶ巌流島まで泳いでいったりしていたと言う。1964年東京オリンピックの年に17歳で上京、杉並区に住む。ブラジルへ移民しようと思い、訓練学校のような所へも通っていたが、大阪に住んでいた母が呼びに来て、大阪ガスへ就職して大阪府茨木市に住む。イタリア映画、フランス映画に夢中で映画館に入り浸っていた。東映に入社してからは、毎日のように二日酔いで朝起きられず遅刻して、会社から役が付けてもらえなかったという
1971年に映画『女番長ブルース 牝蜂の逆襲』で本格デビュー。
優れた身体能力の持ち主で、1970年代から80年代にかけての全盛期のアクション系作品では、立ち回りや銃撃戦などのアクションシーンにおいても本領を発揮。
ヤクザ映画・時代劇・刑事ドラマでのヤクザや凶悪犯役などを数多く演じていたが、90年代に入ってからは刑事役等、現代劇の仕事を優先し現在に至る。
趣味は水泳、好きな映画監督はヒッチコック、好きな小説家は松本清張。渡瀬恒彦や水谷豊との共演が多い。
同じ下関出身で松田優作とは親友だった。恵比寿の家で朝まで飲んだとき松田に「ここは治安がいいよ。上にジャイアント馬場さんが住んでいるから」と言われたという。
2016年、俳優生活45周年を記念して、主演映画『キリマンジャロは遠く』が制作された。2018年には監督デビュー。

## 出演

### 映画
- 女渡世人（1971年1月23日、東映） - 栃木･今市賭場の合力
- 懲役太郎 まむしの兄弟（1971年6月1日、東映） - 賭場客（滝華の鉄火場）
- 女番長ブルース 牝蜂の逆襲（1971年10月27日、東映） - 新村ツヨシ
- 日本暴力団 殺しの盃（1972年5月27日、東映） - 大森
- 木枯し紋次郎（1972年6月21日、東映） - 五郎吉
- 極道罷り通る（1972年7月3日、東映） - 漁師
- 恐怖女子高校 女暴力教室（1972年9月29日、東映） - 政公
- 仁義なき戦いシリーズ（東映）
  - 仁義なき戦い（1973年1月13日） - 目崎武志（矢野組組員）
  - 仁義なき戦い 広島死闘篇（1973年4月28日） - 川口芳夫（大友組組員）
  - 仁義なき戦い 代理戦争（1973年9月25日） - 打本組組員
  - 仁義なき戦い 頂上作戦（1974年1月15日） - 虫歯の組員（打本会）
  - 仁義なき戦い 完結篇（1974年6月29日） - 野地進一（市岡組組員）
- 鉄砲玉の美学（1973年2月10日、ATG）- 白服のレイプ男
- ポルノの女王 にっぽんSEX旅行（1973年） - 郷原の部下
- 狂走セックス族（1973年、東映） - 野次馬A
- やくざ対Gメン 囮（1973年、東映）- 神崎
- （秘）女子短大生 集団妊娠（1973年、東映）
- まむしの兄弟 恐喝三億円 （1973年） - 熊坂
- 殺人拳シリーズ（東映）
  - 激突! 殺人拳（1974年） - 花田
  - 殺人拳2（1974年） - 太田黒の配下B
  - 逆襲! 殺人拳（1974年） - 大和田の配下
- まむしの兄弟 二人合わせて30犯 （1974年） - 加賀組組員
- 山口組外伝 九州進攻作戦 （1974年） - 新庄組組員
- 新仁義なき戦いシリーズ（東映）
  - 新仁義なき戦い（1974年） -上田（関の子分）
  - 新仁義なき戦い 組長の首（1975年） - 浦上（大和田組若頭 相原の若衆）
  - 新仁義なき戦い 組長最後の日（1976年） - 田中好美（河原組組員）
- ザ・カラテ（1974年、東映）- 相良
- まむしと青大将 （1975年）
- 暴動島根刑務所（1975年、東映） - 田所章吾
- 暴力金脈（1975年、東映） - 飯田
- 強盗放火殺人囚（1975年、東映） - 中島啓二
- 神戸国際ギャング （1975年） - 楊の配下
- 好色元禄㊙物語（1975年） - お七の客
- 県警対組織暴力（1975年、東映） - 平田芳彦
- 沖縄やくざ戦争（1976年、東映） - 国吉悟
- 実録外伝 大阪電撃作戦（1976年、東映） - 村田
- 愉快な極道（1976年、東映） - カマシの鉄
- 暴走パニック 大激突（1976年、東映） - タクシー運転手
- 狂った野獣（1976年、東映） - 桐野利夫
- 女必殺五段拳 （1976年） - 今川
- 戦後猟奇犯罪史（1976年、東映） - 林千吉
- 夜明けの旗 松本治一郎伝（1976年、東映） - 人夫A
- やくざの墓場 くちなしの花（1976年、東映） - パチンコ屋の労務者
- 広島仁義 人質奪回作戦 （1974年） - 高井五郎
- やくざ戦争 日本の首領（1977年、東映） - 轟武志
- 北陸代理戦争（1977年、東映） - 黄東明（金井組組員）
- ピラニア軍団 ダボシャツの天（1977年、東映） - 刑事
- 大奥浮世風呂（1977年、東映） - スイバレ
- 女獄門帖 引き裂かれた尼僧（1977年、東映） - 留吉
- ドーベルマン刑事（1977年、東映） - 真田
- 柳生一族の陰謀（1978年、東映） - シオタレ
- 遊戯シリーズ（東映セントラルフィルム）
  - 最も危険な遊戯（1978年） - 植田
  - 処刑遊戯（1979年） - 井賀
- 事件（1978年、松竹）- やくざ風の男
- 日本の首領 完結篇（1978年、東映） - ブラウン
- 白昼の死角（1979年、東映） - 刺客の男
- その後の仁義なき戦い（1979年、東映） - 大場建
- 神様のくれた赤ん坊（1979年、松竹） - クラブの客
- 化石の荒野（1982年、東映） - 浅井カメラマン
- 人生劇場（1983年、東映） - 新海一八
- 女猫（1983年、にっかつ） - 安部
- 双子座の女（1984年、にっかつ）- 医者
- 櫂（1985年、東映） - 木元武造
- 南へ走れ、海の道を!（1986年、松竹富士）
- 十手舞（1986年、松竹） - 乙松
- ア・ホーマンス（1986年、東映） - 池広豊
- 夜汽車（1987年、東映） - ジャガラの敬
- 極道の妻たちII（1987年、東映） - 前島稔(和歌山市 新空港都市開発会社)
- 竜馬を斬った男（1987年、松竹富士） - 中岡慎太郎
- 極道渡世の素敵な面々（1988年、東映） - 南吉春
- あぶない刑事シリーズ（東映）
  - またまたあぶない刑事（1988年） - 佐久間龍二
  - さらば あぶない刑事（2016年） - 奥西竜司
- 恋子の毎日（1988年、東映）
- 悲しきヒットマン（1989年、東映） - 横山幹夫
- べっぴんの町（1989年、東映） - 佐久間
- さらば愛しのやくざ（1990年、東映） - 山下智之
- シャイなあんちくしょう（1991年、東映） - 池田哲
- 獅子王たちの最后（1993年、東映） - 佐竹連合櫻会総本部櫻井組 竹田
- 民暴の帝王（1993年、東映） - 落合豪
- SAEKO（1994年、アドバPR）
- 超能力者 未知への旅人（1994年、東映） - 原口刑事
- 裏ゴト師（1995年、パル企画） - 武井
- 修羅がゆく（1995年、ヒーロー）- 暴力団対策本部・警部 鬼塚喜三郎
- 新・第三の極道7 劇場版（1998年） - 公安
- Nile ナイル（1999年、東映） - 業田清輝
- 修羅がゆく9 北海道進攻作戦（1999年、東映）- 富塚組若頭 大野
- 借王７ -THE MOVIE 2000-（2000年、日活） - 神永四郎
- 新・男樹（2000年） - 崇和連合 奇竜会会長
- 新GONIN（2000年、シネマパラダイス） - 嶋村猛
- 京浜抗争史外伝 最後の組長（2000年） - 奥寺光司
- 女帝 SUPER QUEEN（2001年、ムービーテレビジョン） - 杉野謙造
- 親分はイエス様（2001年、グルーヴコーポレーション） - 木崎良
- 不良少年（ヤンキー）の夢（2005年、オムロ / キネマスターフィルム） - 佐古進
- 相棒シリーズ（東映） - 警視庁刑事部長 警視長 内村完爾
  - 相棒 -劇場版- 絶体絶命! 42.195km 東京ビッグシティマラソン（2008年）
  - 相棒シリーズ 鑑識・米沢守の事件簿（2009年）
  - 相棒 -劇場版II- 警視庁占拠! 特命係の一番長い夜（2010年）
  - 相棒シリーズ X DAY（2013年）
  - 相棒 -劇場版III- 巨大密室! 特命係 絶海の孤島へ（2014年）
  - 相棒 -劇場版IV- 首都クライシス 人質は50万人! 特命係 最後の決断（2017年）
- 釣りキチ三平（2009年、東映）
- 探偵はBARにいるシリーズ（東映） - 桐原組組長
  - 探偵はBARにいる（2011年）
  - 探偵はBARにいる2 ススキノ大交差点（2013年）
- 探偵ミタライの事件簿 星籠の海（2016年、東映） - 春山誠治
- キリマンジャロは遠く（2016年） - 主演・杉村

### テレビ作品
※本項における「NET」は日本教育テレビ、「ANB」は全国朝日放送で、現在のテレビ朝日の前身にあたる局である。
- 清水次郎長 第9話「どっこい三ン下夫婦」（1971年、CX / 東映）
- お祭り銀次捕物帳 第3話「飛び込んだ殺人者」（1972年、CX / 東映）  ※ノンクレジット
- 忍法かげろう斬り 第20話「くノ一と大盗賊」（1972年、KTV / 東映）  ※ノンクレジット
- 地獄の辰捕物控 第1話「千羽鶴が泣いている」（1972年、NET / 東映）
- 隼人が来る 第9話「びっくり捕物初手柄」（1972年、CX / 東映）
- 大岡越前（TBS / C.A.L）
  - 第3部 第17話「天下一番の悪い奴」（1972年10月9日）
  - 第4部 最終話「天下を裁く名奉行」（1975年3月24日）
  - 第15部 第11話「さまよう老人」（1998年11月23日） - 疾風の銀八
- 水戸黄門（TBS / C.A.L）
  - 第2部 第18話「母子追分 -追分-」（1971年1月25日） - 源七の乾分
  - 第4部
    - 第1話「旅立ちの歌 -水戸・江戸-」（1973年1月22日） - 浪人
    - 第12話「なまはげ様のお通りだ! -秋田-」（1973年4月9日） - 目付手下

  - 第5部 - 鉄羅漢玄竜の配下
    - 第25話「黄門爆殺計画 -長崎-」（1974年9月23日）
    - 第26話「福江城の対決 -五島-」（1974年9月30日）

  - 第6部
    - 第15話「丁半花むしろ -倉敷-」（1975年4月9日） - 用心棒
    - 第31話「人情潮来節 -潮来-」（1975年10月27日）

  - 第7部
    - 第10話「吼えろ!!北海の火縄銃 -函館-」（1976年7月26日） - 北海屋の手下
    - 第24話「仇討ち角兵衛獅子 -長岡-」（1976年11月1日） - 寅蔵の子分

  - 第8部 第5話「秘密を握られた男 -清水-」（1977年8月15日） - 勘太
  - 第25部 第37話「豪雨の旅籠の殺人事件 -上山-」（1997年9月8日） - やくざの忠次
  - 第31部 第12話「商売繁盛 笹もってこい -兵庫-」（2003年1月13日） - 網島五郎三郎
  - 第33部 第22話「大対決! 八百八町は日本晴れ -江戸-」※2時間スペシャル（2004年9月20日） - 南野吉之助
  - 第34部 第12話「風の鬼若 怒りの秘剣 -松前-」（2005年4月11日） - 日下重蔵
  - 第35部 第15話「波乱万丈! お絹の休日 -飫肥-」（2006年1月30日） - 田宮凌斎
  - 第36部 第4話「塩の道は絶体絶命! -糸魚川-」（2006年8月14日） - 不動岩の十郎太
  - 第37部 第16話「美人妻と武士の一分 -遠野-」（2007年7月23日） - 衣笠十兵衛
  - 第40部 第9話「はぐれ老公、お宝探し -弘前-」（2009年9月21日） - 漁火の為五郎
  - 第42部 第8話「死ぬ気で生きろ! -丸岡-」（2010年11月29日） - 中条主計
- 江戸を斬る 梓右近隠密帳（TBS / C.A.L）
  - 第5話「和蘭陀囃子の謎」（1973年）
  - 第18話「大奥に挑む」（1974年）
  - 第26話「対決」（1974年）
- 次郎長三国志（1974年、NET / 東映）
- 編笠十兵衛（1974年、CX / 東映）
- 賞金稼ぎ（1975年、NET / 東映）
  - 第2話「皆殺しのバラード」 - 銀次
  - 第20話「ゴールドハンターを撃て」 - 竜蔵
- 影同心シリーズ（1975年、MBS / 東映）
  - 影同心
    - 第1話「夜霧の殺し節」- 同心
    - 第3話「鐘に怨みの殺し節」- 仁平の手下
    - 第7話「首狩り殺し節」- 鼻紙売りの男
    - 第21話「牢屋は極楽殺し節」
    - 第26話「金がかたきの殺し節」 - 文太

  - 影同心II 第9話「山茶花一輪武士の首」 - 村中
- 人魚亭異聞 無法街の素浪人 第20話「死の砦の決闘」（1976年、NET / 三船プロ） - 井之内雷三
- 五街道まっしぐら! 第4話「美女丸の怪」（1976年、NET / 東映）
- いろはの"い" 第23話「波紋」（1977年、NTV / 東宝） - 山科
- 太陽にほえろ!（NTV / 東宝）
  - 第235話「刑事の娘が嫁ぐとき」（1977年） - 及川三郎
  - 第328話「待ち合わせ」（1978年） - 加治（響組々員）
  - 第365話「その一瞬……!」（1979年） - 小田邦雄
  - 第442話「引金に指はかけない」（1981年） - 香川恭次
  - 第478話「汚れた警察」（1981年） - 中野捜査官
  - 第514話「ドックの苦手」（1982年） - 神原吾郎
  - 第560話「愛される警察」（1983年） - 中山浩二
  - 第643話「走れブルース」（1985年） - 陣内（響組幹部）
  - 第660話「デューク刑事登場!」（1985年） - 高原（殺し屋）
  - 太陽にほえろ! PART2 第2話「探偵物語」（1986年） - 小宮二郎
- 大都会シリーズ（NTV / 石原プロ）
  - 大都会 PARTII
    - 第5話「明日のジョー」（1977年） - 谷口
    - 第12話「人質射殺7.PM」（1977年） - マナブ
    - 第33話「刑事失格」（1977年） - 川村テツオ
    - 第51話「北九州コネクション」（1978年） - 花松

  - 大都会 PARTIII
    - 第1話「帰って来た黒岩軍団」（1978年） - 山岡博
    - 第16話「殺人犯奪回要求」（1979年） - 黒皮ジャンの男
    - 第29話「爆殺のプレリュード」（1979年） - 吉沢
- 特捜最前線（ANB / 東映）
  - 第20話「刑事を愛した女」（1977年） - 黒木久
  - 第32話「殉職・涙と怒りの花一輪」（1977年） - 滝口
  - 第245話「冬のマンモス団地ミステリー!」（1982年） - 諸橋弘一
  - 第363話「獄中からのラブレター!」（1984年） - 有賀保
- 華麗なる刑事 第17話「オームと少女と刑事さん!!」（1977年、CX / 東宝）
- 新幹線公安官 第1シリーズ 第10話「追跡! こだま二二九号」（1977年、ANB / 東映） - 鈴木三郎（東西会幹部）
- 達磨大助事件帳 第7話「地獄のわかれ道」（1977年、ANB / 前進座 / 国際放映） - 与次郎
- 土曜ワイド劇場（ANB→EX）
  - 狙われた婚約者（1977年、テレパック）
  - 0計画を阻止せよ（1979年、ABC / 東映）
  - みちのく温泉夫婦探偵（1987年、ABC / テレパック）
  - 水中バレエ連続殺人事件（1988年、ABC / 松竹芸能）
  - 混浴露天風呂連続殺人（ABC / テレパック）
    - 混浴露天風呂連続殺人9（1991年1月19日）
    - 混浴露天風呂連続殺人25（2006年1月21日） - 佐々木勉

  - 離婚カップル探偵する2（1991年6月15日、ABC / テレパック）
  - 女弁護士 朝吹里矢子13 「選ばれた"衝動殺人"」（1992年12月26日、東映） - 岡堀栄
  - タクシードライバーの推理日誌（総合ビジョン）
    - タクシードライバーの推理日誌3「春呼ぶ殺人」（1994年4月16日） - 浅見警部
    - タクシードライバーの推理日誌11「亡霊殺人」（1999年6月5日） - 高根警部
    - タクシードライバーの推理日誌16「完全犯罪への抜け道」（2002年7月6日） - 城ノ島

  - 尼さん探偵事件帖5「日光川治温泉殺人事件・あの人を返して!女の叫びが木霊する」（1994年4月23日、ABC / PDS）
  - 葬儀司会者都築耕平の殺人事件簿（1994年5月28日、アスプロデュース）
  - 聖夜の逃亡者（1994年12月24日、C.A.L）
  - 駅弁探偵連続殺人5（1995年9月16日、ABC / 東映）
  - はみだし弁護士・巽志郎5（2000年5月20日、ABC / 東阪企画） - 幸田祐介
  - 行きずりの街（2000年9月23日、東映） - 人事部長
  - 西村京太郎トラベルミステリー34「津軽・陸中殺人ルート」（2000年9月30日、東映） - 小坂井警部
  - 警察署長2「殺意のウェディングベル」（2001年7月5日、東映） - 梶本弘志
  - 松本清張没後10年記念・黒の奔流（2002年9月28日、松竹） - 春秋荘の番頭
  - 超高層ホテルウーマンvs女ガードマン （2007年12月1日、TSP） - 尾形雄介
  - 法律事務所2（2008年4月12日、東映） - 大友真一郎
  - おとり捜査官・北見志穂13（2008年12月13日、泉放送制作） - 三枝巡査部長
  - 東京駅お忘れ物預り所6（2013年6月29日、東映） - 五十嵐警部
- 柳生一族の陰謀（KTV / 東映）
  - 第5話「人質救出指令」（1978年） - 浪人
  - 第22話「地獄を見た女」（1979年） - 佐伯
- 青春の門 自立編 （1978年、MBS / 松竹芸能）
- 必殺シリーズ（ABC / 松竹）
  - 江戸プロフェッショナル 必殺商売人 第1話「女房妊娠! 主水慌てる」（1978年） - 安造
  - 必殺仕舞人 第13話「深川節唄って三途の川渡れ -江戸- 」（1981年） - 帷子の辰
  - 必殺仕事人2009 第12話「冤罪」（2009年） - 遠野兵衛門
- 桃太郎侍 （NTV / 東映）
  - 第108話「流転の女に情の傘」（1978年）
  - 第138話「血槍武士道」（1979年）
- 江戸の渦潮 第1話「父子同心」（1978年、CX / 東宝）
- 若さま侍捕物帳 第2話「参上! 男の花道」（1978年、ANB / 国際放映 / 前進座）
- 大追跡（1978年、NTV / 東宝）
  - 第5話「潜入刑事」 - 小松
  - 第12話「殺し屋に墓はない」 - 呂九平
  - 第25話「横浜コネクション」 - 佐伯部長刑事
- 大江戸捜査網 （12ch→TX / 三船プロ→ヴァンフィル）
  - 第345話「やくざ同心怒りの復讐」（1978年）
  - 第559話「女がさまよう禁断の迷路」（1982年） - 仙太
  - 第567話「女郎花恋歌 逃亡の昼と夜」（1982年） - 伊三次
  - 第598話「告白! 若妻が秘めた不倫の子」（1983年） - 仁助
  - 新 大江戸捜査網 第2話「走れ炎のごとく新隠密軍団」（1984年） - 政
- 西遊記 第6話「悟空破門! 三妖怪の罠」（1978年、NTV / 国際放映） - 赤袍怪
- Gメン'75（TBS / 東映）
  - 第226話「電話魔」（1979年） - 篠山
  - 第243話「奇妙な男と女のギャング」（1980年） - 内山三郎
  - 第306話「サヨナラGメンの若き獅子たち!」（1981年） - 村上竜治
  - 第336話「エレベーター連続女性殺人事件」（1981年） - ボイラーマン
- 大空港 （CX / 松竹）
  - 第39話「ウルトラスーパーデカ 神坂紀子の華麗なる追跡!」（1979年） - 殺し屋
  - 第76話「殉職の鎮魂歌 壮絶!レッドスネイク撃滅作戦!」（1980年） - レッドスネイク構成員
- 江戸の激斗 第7話「激流に消えた男」（1979年、CX / 東宝） - 駒吉
- 俺たちは天使だ! 第12話「運が良ければキッスができる」（1979年、NTV / 東宝） - 成瀬
- 暴れん坊将軍（ANB→EX / 東映）
  - 吉宗評判記 暴れん坊将軍
    - 第39話「琉球渡来の甘い罠」（1978年） - 浪人
    - 第85話「富士が見ていたあばれ槍」（1979年） - 大塚
    - 第160話「春を待たずに散った花」（1981年） - 佐吉

  - 暴れん坊将軍II
    - 第29話「かしまし姉妹の盗み酒!」（1983年） - 金八
    - 第53話「春に切ない夢芝居!」（1984年） - 権次
    - 第150話「吉宗危うし、消えた御神刀!」（1986年） - 伊八

  - 暴れん坊将軍III
    - 第76話「さらば! 愛しき人よ」（1989年） - 大垣真平
    - 第103話「ひとりぽっちの夢飾り」（1990年） - 市川庄九郎
    - 第122話「め組の半次郎、純情す!」（1990年） - 根来民部

  - 暴れん坊将軍VIII  第5話「汚された花嫁たち」（1997年） - 仙石出羽守
  - ドラマスペシャル 暴れん坊将軍 （2008年12月29日） - 千坂平内
- 伝七捕物帳（1979年、ANB / 国際放映）
  - 第10話「母情手まり唄」
  - 第22話「燃えろ! 紫十手」 - 鳥刺し・仙次
- 騎馬奉行 （KTV / 東映）
  - 第3話「大爆破! 将軍暗殺計画」（1979年）
  - 第25話「連続殺人! 狙われた女たち」（1980年）
- 探偵物語 （NTV / 東映ビデオ）
  - 第6話「失踪者の影」（1979年） - 宮本
  - 第8話「暴走儀式」（1979年） - 次郎
  - 第19話「影を捨てた男」（1980年） - 渡辺
- ザ・スーパーガール （12ch / 東映）
  - 第33話「人妻蒸発 裏切りの肌は燃えて」（1979年）
  - 第41話「女の肌は三億円の秘密金庫」（1980年） - 山口厚
- 江戸の牙 第22話「女郎蜘蛛が泣いた」（1980年、ANB / 三船プロ） - 竜次
- 西部警察シリーズ（ANB / 石原プロ）
  - 西部警察 第17話「地獄から還った刑事」（1980年） - 白石
  - 西部警察 PART-II 第2話「大都会に舞う男」（1982年） - 江尻猛
  - 西部警察 PART-III 第4話「兄妹」（1983年） - 末松竜二
- 大激闘マッドポリス'80（1980年、NTV / 東映） - 新田吾郎 ※連続ドラマ初レギュラー
- 特命刑事（1980年、NTV / 東映） - 新田吾郎
- 柳生あばれ旅 第15話「裏切者は女で殺せ -藤川-」（1981年、ANB / 東映） - 半次
- プロハンター（1981年、NTV / セントラル・アーツ）
  - 第1話「危険な二人」
  - 第14話「殺しは別れの挨拶」
- 闇を斬れ 第12話「この世の見納め生き観音」（1981年、KTV / 松竹） - 豊次郎
- 警視庁殺人課 第17話「白昼の通り魔事件・父を返せ!」（1981年、ANB / 東映）
- 新五捕物帳 第156話「男の戦い」（1981年、NTV / ユニオン映画） - 長蔵
- ザ・ハングマンシリーズ（ABC / 松竹芸能）
  - ザ・ハングマン 第27話「人質は糖尿病 救急ネズミ作戦」（1981年） - 平沢（黄桜義侠団構成員）
  - ザ・ハングマンII 第21話「やわ肌を復讐に賭ける女」（1982年） - 吉田の部下
  - 新ハングマン 第14話「海女の刑・女体を密輸する逃がし屋」（1983年） - 牧村勇二（元銀竜会組員）
  - ザ・ハングマンV 第13話「ファルコンが戦争ゲームの標的にされる!」（1986年） - 金森隊長
  - ザ・ハングマン6 第5話「焼き鳥風に火あぶりにしろ!」（1987年） - 殺し屋
- 幻之介世直し帖 第12話「罠に落ちた恋人たち」（1981年、NTV / 国際放映）
- 噂の刑事トミーとマツ 第2シリーズ 第3話「トミマツ卒倒! パトカー死のドライブ」（1982年、TBS / 大映テレビ） - 樋口
- ザ・サスペンス（TBS）
  - 後鳥羽伝説殺人事件（1982年） - 富永
  - 十津川警部シリーズ 第2作「日本一周「旅号」〈ミステリー・トレイン〉殺人事件」（1983年） - 岩上英夫
  - 川崎探偵団（1983年）
- 時代劇スペシャル（CX）
  - 傘次郎・新子捕物日記 夫婦十手（1982年、勝プロ） - 煙の小三郎
  - 素浪人罷り通る（1982年、三船プロ）
  - 地獄の左門十手無頼帖（1982年、東映） - 堀川静馬
  - 雪の渡り鳥 鯉名の銀平（1983年、東映）
- 赤かぶ検事奮戦記III 第3話「シェパード殺人の女」（1983年、ABC / 松竹） - 江藤勝
- 火曜サスペンス劇場（NTV）
  - 幻の女を探せ（1983年）
  - 遺された妻の疑惑（1983年）
  - 私が死んだ夜（1985年、円谷プロ）
  - 浅見光彦ミステリー（1987年 - 1997年）
  - 地方記者・立花陽介（1993年 - 2003年） - 根岸隆一
  - 監察医・室生亜季子20「拳銃」（1996年6月） - 坂井
  - 検事・霧島三郎6（1999年4月） - 平岩刑事
  - 弁護士・高林鮎子25「瀬戸内を渡る死者」（1999年11月） - 種岡五郎
- 遠山の金さん 第78話「三日月心中 鈴を鳴らす女!」（1983年、ANB / 東映） ※高橋英樹版
- 弐十手物語 第6話「売れ残り」（1984年、CX / 東映）
- 女捜査官シリーズ（ABC / テレパック）
  - 人妻捜査官 第15話「疑惑!?くれない週末族の転落」（1984年）
  - 女ふたり捜査官 第17話「予言しすぎた星占いの女」（1987年）
- 気分は名探偵（1984年 - 1985年、NTV / ユニオン映画） - 大藪邦彦
- 暴れ九庵 第2話「悪女を包む秋の風」（1984年、KTV / 東宝） - 新三
- 影の軍団IV 第21話「穴の向うの黄金仮面」（1985年、KTV / 東映）
- 特命刑事ザ・コップ 第2話「54人の女が消えた!」（1985年、ABC / テレキャスト）
- 私鉄沿線97分署 第27話「親の仇だ! リメンバー!!」（1985年、ANB / 国際放映）
- 刑事物語'85 第20話「本庄刑事の恋人が人質!!」（1985年、NTV / ユニオン映画）
- 誇りの報酬（NTV / 東宝）
  - 第9話「オホーツク悲歌」（1985年） - 吉浦
  - 第37話「天草灘に落日を追え!」（1986年） - 吉川
- 月曜ドラマランド/ 探偵桃がたり（探偵桃語）（1986年、CX / 共同テレビ）
- あぶない刑事シリーズ（NTV / セントラル・アーツ）
  - あぶない刑事
    - 第13話「追跡」（1986年） - 稲垣保夫
    - 第50話「狙撃」（1987年） - 銀星会幹部

  - もっとあぶない刑事 第11話「結婚」（1988年）
- セーラー服反逆同盟 第17話「にせ者現わる! 汚れた白い制服」（1987年、NTV / ユニオン映画） - 田崎健悟
- ドラマ女の手記「極道の妻・体張ります」（1987年、TX / テレパック）
- 年末時代劇スペシャル（NTV / ユニオン映画）
  - 田原坂（1987年） - 松永高美
  - 五稜郭（1988年） - 今井信郎
- ベイシティ刑事 第20話「お嬢さま刑事 鉄人レースを激走」（1988年、ANB / 東映） - 新井
- NEWジャングル 第17話「同期生」（1988年、NTV / 東宝） - 飯島鉄夫
- 直木賞作家サスペンス / ドント・ディスタープ （1989年3月、KTV）
- 乱歩賞作家サスペンス / 遮断機の下りる時 （1989年4月、KTV / ユニオン映画） - 刑事
- 鬼平犯科帳（CX / 松竹）
  - 第1シリーズ 第17話「女掏摸お富」（1990年） - 岸根の七五三造
  - 第2シリーズ 第8話「盗賊二筋道」（1990年） - 蛇の仁吉
  - 第3シリーズ 第18話「おみよは見た」（1992年） - 金谷の又市
  - 第4シリーズ 第9話「霧の七郎」（1993年） - 霧の七郎
  - 第7シリーズ 第10話「見張りの糸」（1997年） - 稲荷の金太郎
- 過ぎし日のセレナーデ（CX）
  - 第4話「あの時のキス」（1989年）
  - 第21話「涙」（1990年）
- フジテレビ開局30周年記念特別番組 / さよなら李香蘭（1989年、CX / 共同テレビ）
- あいつがトラブル 第12話「逃亡刑事はワル!?」（1990年、CX / キティ・フィルム）
- 八百八町夢日記 第1シリーズ 第14話「ねの字小僧参上」（1990年、NTV / ユニオン映画） - 般若の政
- 付き馬屋おえん事件帳（TX / 松竹）
  - 第1シリーズ 第7話「女郎ぐもの罠」（1990年） - 磯吉
  - 第3シリーズ 第6話「忘八地獄」（1995年） - 堀場
- ザ・刑事 第4話「殺人予告に脅える悪徳警官」 （1990年、ANB / 東宝） - 片岡
- 火曜ミステリー劇場（ANB）
  - 女ハングマン・夫のルスに連続殺人犯と対決!! 意外やボスは?（1990年5月12日、ABC / 松竹芸能）
  - ペテン師軍団10億円パーフェクトゲーム!銭のない奴は俺んとこ（1991年1月15日、ABC / 松竹芸能）
- 刑事貴族 第8話「その時、あいつが消えた」（1990年、NTV / 東宝）
- 神谷玄次郎捕物控 第8話「岡っ引殺し」（1990年、CX / 松竹） - 幸太
- 江戸中町奉行所 第1シリーズ 第9話「おかめの涙」（1990年、TX / 松竹）
- 金曜ドラマシアター（CX）
  - 実録犯罪史シリーズ　金（キム）の戦争 ライフル魔殺人事件（1991年、共同テレビ）
  - 刑事　北の街函館を舞台に男と男の執念が燃える!（1993年、東映）
- 幕府お耳役檜十三郎 第7話「秘密を盗んだ女」（1991年、TX / 松竹）
- 月曜ドラマスペシャル→月曜ミステリー劇場→月曜ゴールデン（TBS）
  - トリカブト殺人事件 疑惑の女 沖縄石垣島で起きた不審死事件（1992年、G・カンパニー）
  - 十津川警部シリーズ（テレパック）
    - 十津川警部シリーズ2「西鹿児島駅殺人事件」（1993年1月18日） - 伊集院助
    - 十津川警部シリーズ7「豪華特急トワイライト殺人事件」（1995年1月2日） - 前田隆吉
    - 十津川警部シリーズ10「ミステリー列車が消えた！」（1995年12月25日） - 佐々木編集長
    - 十津川警部シリーズ12「丹後殺人迷路」（1997年3月24日） - 八木警部
    - 十津川警部シリーズ20「寝台特急カシオペアを追え」（2000年10月2日） - 佐藤直之（警部）
    - 十津川警部シリーズ25「南紀白浜殺人ルート」（2002年3月25日） - 古田営業部長
    - 十津川警部シリーズ48「江ノ電に消えた女〜十津川警部への挑戦状〜」（2012年10月22日） - 伊吹悟（警部）

  - 湯けむり仲居純情日記4（1994年）
  - 万引きGメン・二階堂雪5「嫉妬」（2000年7月24日、ネクスト・プロデュース） - 犬山警部
  - 世直し公務員ザ・公証人シリーズ（オセロット） - 工藤恒之 
    - 世直し公務員ザ・公証人1（2002年5月13日）
    - 世直し公務員ザ・公証人2（2003年3月10日）
    - 世直し公務員ザ・公証人3（2003年7月7日）
    - 世直し公務員ザ・公証人4（2004年2月16日）
    - 世直し公務員ザ・公証人5（2005年4月18日）
    - 世直し公務員ザ・公証人6（2006年2月6日）
    - 世直し公務員ザ・公証人7（2008年4月28日）
    - 世直し公務員ザ・公証人8（2009年6月29日）

  - パートタイム裁判官シリーズ（オセロット） - 豊田刑事 
    - パートタイム裁判官1（2005年1月31日）
    - パートタイム裁判官2（2007年5月15日）

  - 警部・柘植京介（2010年9月13日、ニューウェーヴ） - 山下茂一
  - 芸者弁護士 藤波清香（2014年6月23日） - 宮部春男
  - 税務調査官・窓際太郎の事件簿27（2014年7月28日） - 水原健司
  - 制服捜査2（2016年2月1日、東映） - 竹内勇三
- 天下の副将軍水戸光圀 徳川御三家の激闘（1992年、TX） - 助川
- ドラマシティ'92 / 愛は仁義（1992年、YTV）
- 眠れない夜をかぞえて（1992年、TBS）
- 裏刑事 第4話「操られた少年殺人チーム」（1992年、ABC / 松竹芸能） - 大場
- 世にも奇妙な物語 第3シリーズ「人形」（1992年、CX）
- 豆腐屋直次郎の裏の顔 （ABC / アズバーズ）
  - スペシャル2「帰って来た相棒・港、横浜、美女のワナ」（1991年1月22日） - 篠原
  - 第1話「ダーリンは強盗がお上手」（1992年7月7日） - 鈴木健雄
- 極道落ちこぼれII・駆けおちしました!?（1994年、TBS）
- 静かなるドン 第19話「俺を本気で怒らせたな! 三代目、最後の大暴れ!!」（1995年、NTV / 光和インターナショナル）
- 金田一少年の事件簿 第7話、第8話「蝋人形城殺人事件（前編、後編）」（1995年、NTV） - 坂東九三郎
- 雲霧仁左衛門 第1話「おかしら」（1995年、CX / 松竹） - 草間の勘蔵
- 松本清張ドラマスペシャル・白い闇（1996年、TX / C.A.L）
- D×D 第2話「不思議の国の少女と東京天使」（1997年、NTV）
- はみだし刑事情熱系 PART1 第17話「強奪殺人！父の愛」（1997年、ANB / 東映） - 山岡昭一
- 金さんVS女ねずみ 第15話「花のお江戸の結婚サギ」（1998年、ANB / 東映） - 八造
- 金曜エンタテイメント「おんせんデカ 修善寺温泉駐在日記」（1999年11月、CX）
- 水曜女と愛とミステリー → 水曜ミステリー9 （TX）
  - 山岳救助隊・紫門一鬼（2001年 - 、TX / BSジャパン） - 伏見二郎刑事
  - 修善寺温泉殺人事件（2002年） - 野中太郎
  - 鬼子母の末裔（2003年） - 根本博夫
  - 坊さん弁護士・郷田夢栄2（2004年） - 小曾根元
  - 家政婦春子　他人の不幸は蜜の味−嫁姑　殺意の接点－（2005年10月5日） - 塚原礼司
- 十手人（2001年、ANB / 東映） - 徳蔵
- おみやさん（2002年 - 、ANB→EX / 東映） - 村井信治
- 相棒（ANB→EX / 東映） - 内村完爾 [10]
  - pre season（2000年6月3日、2001年1月27日・11月10日）
  - season1（2002年10月9日 - 12月25日）
  - season2（2003年10月8日 - 2004年3月17日）
  - season3（2004年10月13日 - 2005年3月23日）
  - season4（2005年10月12日 - 2006年3月15日）
  - season5（2006年10月11日 - 2007年3月14日）
  - season6（2007年10月24日 - 2008年3月19日）
  - season7（2008年10月22日 - 2009年3月18日）
  - season8（2009年10月14日 - 2010年3月10日）
  - season9（2010年10月20日 - 2011年3月9日）
  - season10（2011年10月19日 - 2012年3月21日）
  - season11（2012年10月10日 - 2013年3月20日）
  - season12（2013年10月16日 - 2014年3月19日）
  - season13（2014年10月15日 - 2015年3月18日）
  - season14（2015年10月14日 - 2016年3月16日）
  - season15（2016年10月12日 - 2017年3月22日）
  - season16（2017年10月18日 - 2018年3月14日）
  - season17（2018年10月17日 - 2019年3月20日）
  - season18（2019年10月9日 - 2020年3月18日）
  - season19（2020年10月14日 - 2021年3月17日）
  - season20（2021年10月23日 - 2022年3月23日）
  - season21（2022年10月12日 - 2023年3月15日）
  - season22（2023年10月18日 - 2024年3月13日）[11]
- 銭形平次（村上弘明版 第2シリーズ） 第8話「涙の祝言! 殺人者になった花嫁の父」（2005年、EX / 東映） - 榊京之介
- 金曜エンタテイメント
  - 坊ちゃん教授の事件簿3（2003年） - 加藤署長
  - おばさんデカ 桜乙女の事件帖(14) （2006年、CX）
- 八州廻り桑山十兵衛〜捕物控ぶらり旅 第4話「上総勝浦の大喧嘩!!」（2007年、EX / 東映） - 須崎屋為蔵
- 金曜プレステージ （CX）
  - 潮風の診療所〜岬のドクター奮戦記〜（2007年） - 花房伝蔵
  - ドクター小石の事件カルテ4 「劇薬」（2008年2月）
  - 浅見光彦シリーズ41「佐渡伝説殺人事件」（2011年9月16日） - 小堀刑事
  - 潔癖クンの殺人ファイル1（2014年9月26日） - 松崎潤一郎
- 新春ワイド時代劇 / 徳川風雲録 八代将軍吉宗（2008年1月2日、TX） - 稲生次郎左衛門
- ドラマ24 / コスプレ幽霊 紅蓮女（2008年1月11日 - 3月28日、TX） - 関谷教頭
- ドラマスペシャル
  - だましゑ歌麿（2009年9月12日、EX / 松竹） - 芳太郎
  - やまない雨はない（2010年3月6日、EX / 国際放映）
  - 警視庁取調官　落としの金七事件簿（2010年5月29日、EX / 東映） - 警察庁長官
  - SP〜警視庁警護課II（2012年3月3日、EX / 東映） - 大谷靖夫
  - 灰色の虹（2012年5月19日、EX / 東映） - 岩瀬厚一郎
  - 特捜最前線2013〜7頭の警察犬〜 （2013年9月29日、EX / 東映） - 竹内猟次郎
  - 鬼畜（2017年12月24日、EX / 東映） - 印刷ブローカー・石田
- 孤独のグルメ Season5 第6話（2015年11月7日、テレビ東京） - 大将 役
- 大女優殺人事件（2018年3月25日、NTV） - 荒巻勘輔

### Vシネマ
- 狙撃2 THE SHOOTIST（1990年、東映ビデオ）
- 続・獣のように（1990年、東映ビデオ）
- カルロス（1991年、東映ビデオ） - 片山
- 新・第三の極道II（1996年） - 武侠会 清水
- Another XX ダブルエックス 赤い殺人者（1996年、東映ビデオ） - 古宮警部補
- Another XX ダブルエックス マトリの女（1998年、東映ビデオ） - 金井組のヤクザ 海老原
- 組織暴力 流血の抗争（1999年、東映ビデオ） - 谷本省吾
- 野望の軍団3（1999年） - 亀田組若頭 黒崎栄伍
- 強奪（2000年） - 早瀬吾郎
- 京浜抗争史外伝 最後の組長（2000年、東映ビデオ） - 奥寺光司
- 日本極道史 龍神三兄弟（2000年）全2作 - 矢野政連合会若頭 矢部五郎
- 首領への道13（2001年） - 関東連合会坂下連合会会長 坂下錠
- 実録・日本やくざ烈伝 義戦2 昇華篇（2001年） - 黒澤明
- 実録・安藤組外伝 地獄道（2001年） - 刑事
- 組長射殺〜敵を狩れ〜（2007年） - 鴫野組若頭
- 実録・西日本暴力地帯 山陰抗争（2007年） - 山浪組系清水組組長 清水重信
- 極秘潜入捜査官 D.D.T.（2011年） - アンカー人材派遣会社 社長
- 頂点(てっぺん)（2017年） - 神田組組長 神田剛造
- CONFLICT 〜最大の抗争〜 外伝 織田征仁（2019年） - 天道会若頭 近藤組組長 近藤正敏
- キングダム 〜首領になった男〜（2019年） - 島津組組長 徳間弓蔵

### CM
- 日産・シルフィ（2012年）

### ゲーム
- 相棒DS（2009年3月5日、DS） - 内村完爾

### 配信ドラマ
- 相棒 - 内村完爾
  - 相棒 -劇場版III- 序章（2014年3月29日 - 4月19日、dビデオ）
  - 裏相棒3（2017年2月6日 - 10日）

### その他
- クイズ!脳ベルSHOW（BSフジ）

## 監督作品

### 映画
- ボストンの銃爪[12] （2018年10月20日公開）- 初監督作品